# 9 Ceti
Étoile variable de type BY Draconis
Source astrophysique de rayons X
Étoile à grand mouvement propre (d)
Double optique
Étoile variable éruptive (en)
Source de proche infrarouge (d)
Source astrophysique de rayons UV (d)
9 Ceti est une étoile de la constellation de la Baleine. Elle porte la désignation d'étoile variable BE Ceti, tandis que 9 Ceti est la désignation de Flamsteed. Elle a une magnitude apparente de 6,4, qui est inférieure à la limite visible à l'œil nu par un observateur typique. Selon l'échelle de Bortle, il est possible pour certains observateurs de la voir depuis un ciel rural sombre. Sur la base des mesures de la parallaxe, cette étoile est à 69,6 années-lumière du Soleil.
Il s'agit d'un étoile de type solaire, qui est défini comme une « population naine avec des propriétés globales pas très différentes de celles du Soleil ». Il s'agit d'une étoile de la séquence principale de type G avec un type spectral G3 V, ce qui signifie qu'elle génère de l'énergie par la fusion de l'hydrogène en hélium en son cœur. La masse et le rayon de l'étoile sont similaires à ceux du Soleil, bien que l'abondance d'éléments autres que l'hydrogène et l'hélium soit environ 50 % plus élevée. Il est beaucoup plus jeune que le Soleil, avec un âge estimé à 850 millions d'années. La température effective de l'atmosphère stellaire est d'environ 5 807 K, lui donnant la lueur jaune d'une étoile de type G.
En 1980, il s'est avéré qu'il s'agissait d'une étoile variable avec une périodicité de 7,655 jours et elle a reçu la désignation d'étoile variable BE Ceti. Cette variation de luminosité a été interprétée comme le résultat d'une modulation rotationnelle (en) de l'activité des taches stellaires dans la photosphère et est donc classée comme une étoile variable de type BY Draconis. Il existe une variation considérable dans la force de l'activité de surface, au point qu'elle est apparue inactive lors de certaines périodes d'observation. La force du champ magnétique de surface a été mesurée à 450 G. Le spectre de cette étoile comprend des raies d'oxyde de titane et d'hydrure de calcium, ce qui, pour une étoile de cette classe, est une preuve supplémentaire de l'activité des taches stellaires. Les taches étoilées couvrent environ 3 % de la surface.
9 Ceti a été examiné à la recherche de preuves d'un compagnon planétaire ou d'un disque de débris, mais en 2015, aucun n'a été trouvé. L'âge de l'étoile et son mouvement dans l'espace suggèrent qu'elle fait partie des Hyades.
Il existe un compagnon optique de magnitude 12,57 à une séparation angulaire de 214 secondes d'arc de 9 Ceti le long d'un angle de position de 294° (en 1999). Les paires ne sont pas physiquement associées car elles ont des mouvements propres différents et l'étoile la plus faible a une parallaxe beaucoup plus petite.